# Алек Ліндсі
Алек Ліндсі (англ. Alec Lindsay, нар. 27 лютого 1948, Бері) — англійський футболіст, що грав на позиції захисника.
Виступав, зокрема, за клуб «Ліверпуль», а також національну збірну Англії.
Триразовий чемпіон Англії. Володар Кубка Англії з футболу. Дворазовий володар Суперкубка Англії з футболу. Володар Кубка чемпіонів УЄФА. Дворазовий володар Кубка УЄФА.

## Клубна кар'єра
У дорослому футболі дебютував 1964 року виступами за команду «Бері», в якій провів п'ять сезонів, взявши участь у 127 матчах чемпіонату. 
Своєю грою за цю команду привернув увагу представників тренерського штабу клубу «Ліверпуль», до складу якого приєднався 1969 року. Відіграв за мерсісайдців наступні вісім сезонів своєї ігрової кар'єри. Більшість часу, проведеного у складі «Ліверпуля», був основним гравцем захисту команди. За цей час тричі виборював титул чемпіона Англії, ставав володарем Кубка Англії з футболу, володарем Суперкубка Англії з футболу (двічі), володарем Кубка чемпіонів УЄФА, володарем Кубка УЄФА (двічі).
Згодом з 1977 по 1978 рік грав у складі команд «Сток Сіті» та «Окленд Стомперс».
Завершив ігрову кар'єру у команді «Торонто Бліззард», за яку виступав протягом 1979 року.

## Виступи за збірну
У 1974 році дебютував в офіційних матчах у складі національної збірної Англії.
Загалом протягом кар'єри в національній команді, яка тривала 1 рік, провів у її формі 4 матчі.

## Титули і досягнення
- Чемпіон Англії (3):

«Ліверпуль»: 1972-1973, 1975-1976, 1976-1977
- Володар Кубка Англії з футболу (1):

«Ліверпуль»: 1973-1974
- Володар Суперкубка Англії з футболу (2):

«Ліверпуль»: 1974, 1976
- Володар Кубка чемпіонів УЄФА (1):

«Ліверпуль»: 1976-1977
- Володар Кубка УЄФА (2):

«Ліверпуль»: 1972-1973, 1975-1976